# Helen Nielsen
Pour les articles homonymes, voir Nielsen.
Helen Nielsen, née le 23 octobre 1918 à Roseville, Illinois, et décédée le 22 juin 2002 à Prescott, Arizona, est une scénariste et auteur américain de roman policier.

## Biographie
Issue d'une famille d'origine danoise, elle quitte son Illinois natal à dix ans quand ses parents s'installent à Chicago en 1928.  Elle fait ses études à l'Institut des Beaux-Arts, puis travaille comme artiste indépendante et décoratrice d'intérieur de 1938 à 1942. Pendant la Deuxième Guerre mondiale, elle déménage en Californie, devient dessinatrice industrielle pour une compagnie qui construit des avions de combat, puis fonde une agence immobilière qu'elle gère jusqu'en 1978. Elle demeure sa vie durant une militante du parti démocrate californien.
En parallèle à ses activités professionnelles, elle mène de front une carrière d'écrivain de roman policier. Elle est l'auteur de dix-huit romans, dont une série avec le héros Simon Drake. Elle a également produit une cinquante de nouvelles, dont plusieurs ont été adaptées par ses propres soins pour la série télévisée Alfred Hitchcock présente. Elle a donné des scénarios originaux pour quelques séries policières, dont Perry Mason.
Elle a fait paraître quelques textes sous le pseudonyme de Kris Giles.

## Œuvre

### Romans

#### SérieSimon Drake

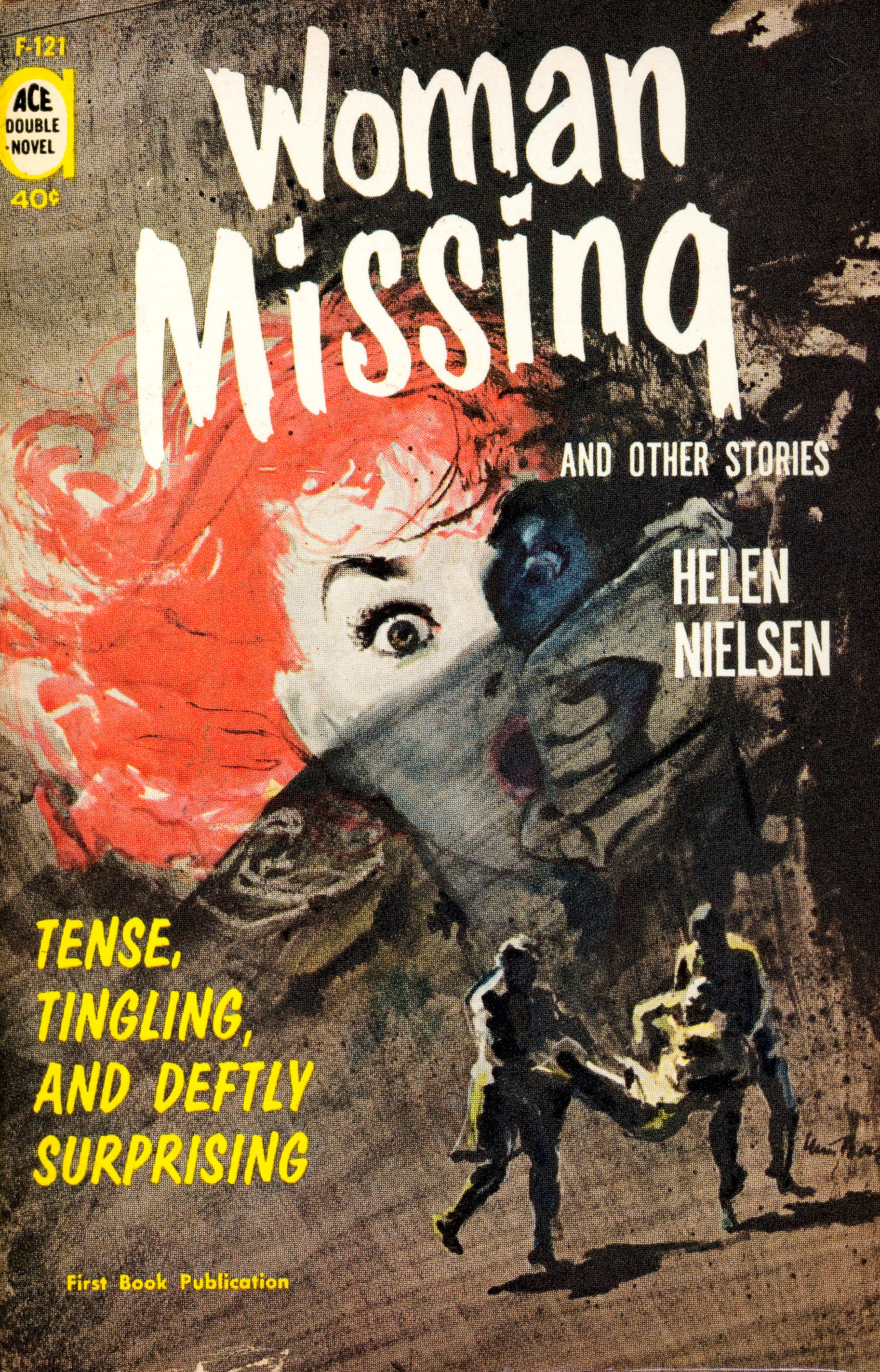
Couverture du recueil de nouvelles Woman Missing and Others Stories (Ace Books, 1961, illustration de William Rose)

- After Midnight (1966) Publié en français sous le titre Cette nuit-là, Paris, Dupuis, coll. Mi-nuit no 24, 1967
- A Killer in the Street (1967)
- The Darkest Hour (1969)
- The Severed Key (1973)
- The Brink of Murder (1976)

#### Autres romans
- Gold Coast Nocturne ou Dead on the Level ou Murder By Proxy (1951) Publié en français sous le titre Pas de fleurs d'oranger, Genève, Ditis, Détective-club - Suisse no 81, 1952 ; réédition, Paris, Ditis, coll. Détective-club - France no 50, 1952 ; réédition, Paris, Ditis, coll. La Chouette no 48, 1957 ; réédition, Paris, Librairie des Champs-Élysées, Le Masque no 1873, 1987
- The Kind Man (1951)
- Obit Delayed (1952)
- Detour ou Detour to Death (1953) Publié en français sous le titre Détour dans l'inconnu, Paris, Presses de la Cité, Un mystère no 444, 1958
- The Woman on the Roof (1954)
- Stranger in the Dark (1955)
- Borrow the Night ou Seven Days Before Dying (1956) Publié en français sous le titre Justice n'est pas faite, Paris, Fayard, L'Aventure criminelle no 30, 1958
- The Crime is Murder (1956)
- The Fifth Caller (1959) Publié en français sous le titre La Cinquième visite, Paris, Éditions de Trévise, coll. « Le Cachet » no 28, 1962
- False Witness (1959) Publié en français sous le titre Faux Témoin, Paris, Éditions de Trévise, coll. « Le Cachet » no 18, 1961 ; réédition dans une traduction révisée et intégrale sous le titre La Fille des fjords, Paris, Éditions du Rocher, Bibliothèque du suspense, 2002
- Sing Me a Murder (1960)
- Verdict Suspended (1964) Publié en français sous le titre La Nuit de la vérité, Paris, Dupuis, coll. Mi-nuit no 13, 1967
- Shot On Location (1971)

### Nouvelles

#### Recueil de nouvelles
- Woman Missing and Others Stories (1961)

#### Nouvelles isolées
- The Murder Everybody Saw (1954) Publié en français sous le titre Le Meurtre que tout le monde a vu, Paris, Fayard, Le Saint détective magazine no 7, septembre 1955
- You Can't Trust a Man (1955) Publié en français sous le titre Avec les hommes, on ne sait jamais, Paris, Opta, Suspense no 4, juillet 1956 ; réédition dans Suspense à tombeau ouvert, Paris, Opta, Club du Livre policier, 1964 ; réédition dans Histoires de femmes fatales, Paris, Presses-Pocket no 3222, 1989 Publié en français dans une autre traduction sous le titre Il faut se méfier des hommes !, Paris, Fayard, Revue 22 no 4, juillet 1958
- First Kill (1956) Publié en français sous le titre Baptême de sang, Paris, Opta, Suspense no 9, décembre 1956
- Hunch (1956) Publié en français sous le titre Soupçon, Paris, Opta, Suspense no 7, octobre 1956 Publié en français dans une autre traduction sous le titre Une nuit de noces mouvementée, dans Histoires ténébreuses, Paris, Pocket no 2821, 1987
- The Three-Ball Combinaison (1956) Publié en français sous le titre Un beau carambolage, Paris, Fayard, Le Saint détective magazine no 7, mars 1957
- Decision (1957) Publié en français sous le titre La Sentence, Paris, Opta, Suspense no 22, janvier 1958
- A Piece of Ground (1957) Publié en français sous le titre Un lopin de terre, Paris, Opta, Suspense no 23, février 1958
- The Deadly Mrs. Haversham (1957) Publié en français sous le titre Une veille fille dangereuse, Paris, Opta, Alfred Hitchcock magazine no 8, décembre 1961
- Compensation (1957) Publié en français sous le titre Un garçon pour une fille, Paris, Opta, Choc Suspense no 3, octobre 1967
- Never Trust a Woman (1957) Publié en français sous le titre Oh ! Prudence, Paris, Opta, Anthologie du suspense no 3, 1965 Publié en français sous le titre La mort prend pension, Paris, Opta, Alfred Hitchcock magazine no 21, janvier 1963
- You're Dead (1958)
- A Degree of Innocence (1958) Publié en français sous le titre Ce que femme veut..., Paris, Opta, Alfred Hitchcock magazine no 51, juillet 1965 ; réédition dans Histoires à claquer des dents, Paris, Pocket no 1822, 1982 ; réédition, Paris, Hachette-jeunesse, Bibliothèque verte 4e série no 401, 1996
- Murder and Lonely Hearts (1958) Publié en français sous le titre Cœurs à la dérive, dans Histoires à vous couper le souffle, Paris, Pocket no 2368, 1987
- This Man is Dangerous (1958) Publié en français sous le titre L'Homme dangereux, Paris, Opta, Mystère magazine no 131, décembre 1958
- The Pattern of Guilt (1958) Publié en français sous le titre Meurtres sur mesure, Paris, Opta, Alfred Hitchcock magazine no 4, août 1961 ; réédition dans Histoires drôlement inquiétantes, Paris, Pocket no 2113, 1983 ; réédition dans 97 histoires extraordinaires, Paris, Omnibus, 1993 Publié en français dans la même traduction sous le titre Un inconnu dans la maison, dans Histoires à donner le frisson, Paris, Pocket no 2111, 1982
- The Deadly Guest (1958) Publié en français sous le titre La mort prend pension, Paris, Opta, Alfred Hitchcock magazine no 21, janvier 1963
- Your Witness (1959) Publié en français sous le titre Témoin à charge, Paris, Opta, Alfred Hitchcock magazine no 3, juillet 1961 ; réédition dans Suspense à tombeau ouvert, Paris, Opta, Club du Livre policier, 1964 ; réédition dans Histoires percutantes, Paris, Presses-Pocket no 2114, 1983 ; réédition dans 97 histoires extraordinaires, Paris, Omnibus, 1993
- Won't Somebody Help Me (1959) Publié en français sous le titre Au secours, Paris, Opta, Mystère magazine no 135, avril 1959
- Angry Weather (1959) Publié en français sous le titre 55° degrés à l'ombre, Paris, Opta, Alfred Hitchcock magazine no 54, octobre 1965
- Obituary (1959) Publié en français sous le titre Faire-part, Paris, Opta, Alfred Hitchcock magazine no 25, mai 1963
- The Very Hard Sell (1959) Publié en français sous le titre Mort d'un vendeur de voitures, Paris, Opta, Alfred Hitchcock magazine no 22, février 1963
- The Edge of Murder (1959) Publié en français sous le titre Au bord du crime, Paris, Opta, Alfred Hitchcock magazine no 22, février 1963
- Thriteen Avenida Muerte (1959)
- Don't Sit Under the Apple Tree (1959) Publié en français sous le titre Ne t'assois pas dans le sous-bois, Paris, Opta, Alfred Hitchcock magazine no 7, novembre 1961
- Confession (1960)
- Who has Been Sitting in My Chair? (1960) Publié en français sous le titre Qui est le responsable ?, Paris, Opta, Alfred Hitchcock magazine no 28, août 1962 ; réédition dans Suspense à tombeau ouvert, Paris, Opta, Club du Livre policier, 1964 Publié en français sous le titre L'Ironie du sort, dans Histoires à faire pâlir la nuit, Paris, Pocket no 2362, 1985 ; réédition dans Encore 109 histoires extraordinaires, Paris, Omnibus, 1994
- Don't Live in a Coffin (1960) Publié en français sous le titre Ne vivez pas dans un cercueil, Paris, Opta, Alfred Hitchcock magazine no 24, avril 1963
- Woman Missing (1960) Publié en français sous le titre Une femme disparaît, Paris, Opta, Alfred Hitchcock magazine no 27, juillet 1963 ; réédition de la même traduction sous le titre Sortie nocturne, dans Histoires à frémir debout, Paris, Pocket no 2119, 1984 ; réédition dans 100 nouvelles histoires extraordinaires, Paris, Omnibus, 1994
- Henry Lowden, alias Henry Taylor (1960) Publié en français sous le titre Alias Henry Taylor, dans Histoires à lire et à pâlir, Paris, Pocket no 2822, 1988 ; réédition dans 100 autres histoires extraordinaires, Paris, Omnibus, 1995
- The Affair Upstairs (1961) Publié en français sous le titre Les Locataires du premier, Paris, Opta, Alfred Hitchcock magazine no 12, avril 1962 ; réédition dans Histoires à avoir froid dans le dos, Paris, Pocket no 2115, 1983
- Cop's Day Off (1961) Publié en français sous le titre L'Accident, Paris, Opta, Mystère magazine no 167, décembre 1961
- The Hopeless Case (1962)
- Witness for the Defence (1962) Publié en français sous le titre Témoin à décharge, Paris, Opta, Mystère magazine no 222, juillet 1966
- Death Scene (1962) Publié en français sous le titre La Scène de la mort, Paris, Opta, Mystère magazine no 193, février 1964 ; réédition dans Histoires diaboliques, Paris, Pocket no 2365, 1986
- Witness for the Defense (1963)
- The Breaking Point (1965) Publié en français sous le titre Le Point de rupture, Paris, Opta, Mystère magazine no 217, février 1966
- The Chicken Feed Mine (1966)
- The Master's Touch (1966) Publié en français sous le titre Les Yeux fermés, Paris, Opta, Alfred Hitchcock magazine no 71, mars 1967 ; réédition dans Histoires à donner des sueurs froides, Paris, Pocket no 2116, 1984 ; réédition dans 100 nouvelles histoires extraordinaires, Paris, Omnibus, 1994
- The Seventh Man (1967) Publié en français sous le titre Le Septième Homme, dans Histoires noires pour nuits blanches, Paris, Pocket no 2363, 1986
- The Perfectionnist (1967) Publié en français sous le titre Le Perfectionniste, Paris, Opta, Anthologie du Suspense no 7, 1969 ; réédition dans Histoires déroutantes, Paris, LGF, Le Livre de poche no 6849, 1990
- No Legal Evidence (1969) Publié en français sous le titre Pas de preuve, Paris, Opta, Mystère magazine no 259, septembre 1969
- The Room at the End of the Hall (1973)

#### Nouvelle signée Kris Giles
- A Fairly Indestructible Father (1960) Publié en français sous le titre Un père indestructible, Paris, Opta, Alfred Hitchcock magazine no 25, mai 1963